# Силиштеа Ноуа (Сучава)
Силиштеа Ноуа (рум. Siliștea Nouă) насеље је у Румунији у округу Сучава у општини Долхаска. Oпштина се налази на надморској висини од 238 m.

## Становништво
Према подацима из 2002. године у насељу је живело 728 становника, од којих су сви румунске националности.